# 559-та гренадерська дивізія (Третій Рейх)
559-та гренадерська дивізія (нім. 559. Grenadier-Division) — гренадерська піхотна дивізія Вермахту, що входила до складу німецьких сухопутних військ за часів Другої світової війни.

## Історія
559-та гренадерська дивізія створена 11 липня 1944 року у Баумгольдері на однойменному навчальному центрі (нім. Truppenübungsplatz Baumholder) в 12-му військовому окрузі в ході 29-ї хвилі мобілізації Вермахту. У серпні та вересні 1944 року з'єднання билося проти армії США в Лотарингії. 9 жовтня 1944 року дивізія була перейменована в 559-у фольксгренадерську дивізію.

## Райони бойових дій
- Німеччина (липень — вересень 1944);
- Франція (вересень — жовтень 1944).

## Командування

### Командири
- генерал-лейтенант барон Курт фон Мюлен (нім. Kurt Freiherr von Mühlen) (липень — 9 жовтня 1944)

### Підпорядкованість
| Час      | Корпус    | Армія | Група армій (округ) | Штаб  |
| -------- | --------- | ----- | ------------------- | ----- |
| 1944     |           |       |                     |       |
| вересень | LXXXII ак | 1 А   | Група армій «G»     | Нансі |

### Склад
| 1944                                      |
| ----------------------------------------- |
| 1125-й гренадерський полк                 |
| 1126-й гренадерський полк                 |
| 1127-й гренадерський полк                 |
| 1559-й артилерійський полк                |
| 559-та фузилерна рота                     |
| 1559-та рота зв'язку                      |
| 1559-те дивізійне управління забезпечення |

## Нагороджені дивізії
Нагороджені дивізії
|  | Кавалери Золотого Німецького Хреста                           | 3                                                       |
|  | Кавалери Лицарського хреста Залізного хреста з Дубовим листям | 1 (№ 690 генерал-лейтенант Курт фон Мюлен — 09.01.1945) |
|  | Кавалери Лицарського хреста Залізного хреста                  | 3                                                       |